# تشارلي بروكمان
تشارلي بروكمان (بالإنجليزية: Charles Thurston Brockman)‏ هو مهندس أمريكي، ولد في 8 ديسمبر 1927، وتوفي في 18 يناير 2005 في إنديانابوليس في الولايات المتحدة.